# Daphne Charizani

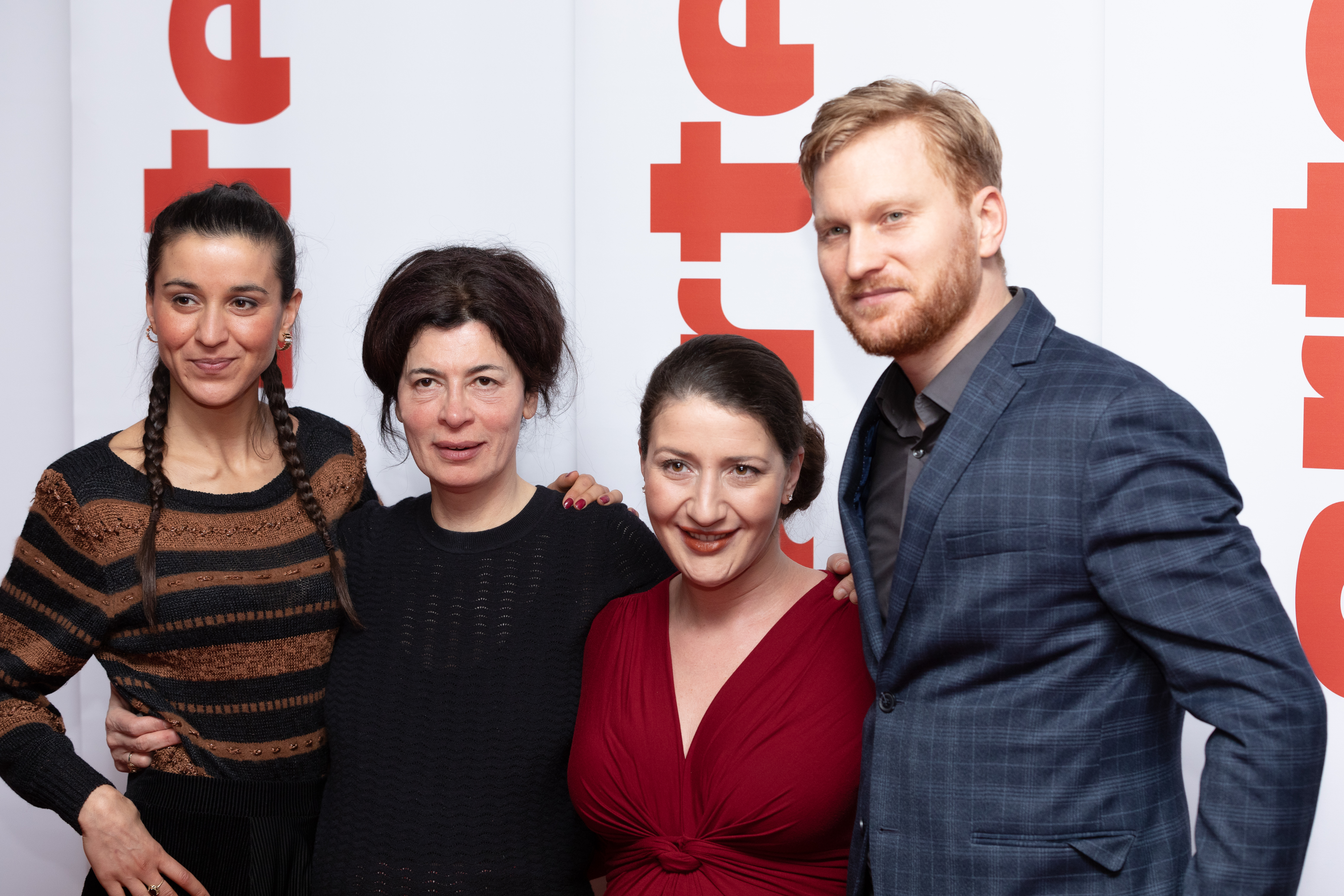
Zübeyde Bulut, Daphne Charizani, Gonca de Haas und Lucas Prisor auf dem Empfang des Senders arte anlässlich der Berlinale 2020

Daphne Charizani, auch Daphné Charizani, (griechisch Δάφνη Χαριζάνη; * 1967 in Thessaloniki) ist eine griechische Regisseurin, Drehbuchautorin und Produzentin, welche in Deutschland tätig ist.

## Leben
Daphne Charizani wurde in der griechischen Großstadt Thessaloniki geboren und kam mit ihrer Familie 1977 nach Deutschland. Nachdem sie in Paris und Brüssel ein Bühnenstudium absolviert hatte, studierte sie danach in München und Hamburg Politik und Rechtswissenschaften. Nachdem sie bereits im Jahr 1999 mit dem Dokumentarfilm Make Up ihr Regie-, Drehbuch- und Produktionsdebüt gab, wurde 2002/03 der Film Madrid produziert, bei welchen sie die Regie führte und das Drehbuch geschrieben hat. Der Film und sie als Regisseurin wurden 2003 mit dem Hessischen Filmpreis in der Kategorie „Bester Spielfilm“ ausgezeichnet. Für den 2008 veröffentlichten Film Der Architekt schrieb sie gemeinsam mit Ina Weisse das Drehbuch und wurden für dieses 2009 bei dem Filmfestival Max Ophüls Preis, wo der Film auch gezeigt wurde, in der Kategorie „Bestes Drehbuch“ ausgezeichnet.
Im Jahr 2020 wurde mit dem Film Im Feuer erneut ein Spielfilm veröffentlicht, in welchen Daphne Charizani sowohl als Regisseurin als auch als Drehbuchautor aktiv war. Der Film feierte auf der Berlinale 2020 in der Sektion „Perspektive Deutsches Kino“ seine Weltpremiere. Zudem lief der Film auch auf dem Heartland International Film Festival unter dem internationalen Titel Sisters Apart und wurde dort mit dem „Best Premiere Award“ ausgezeichnet. Zudem war der Film auch für den „Grand prize for narrative feature“ nominiert, dort setzte sich aber der Film Doch das Böse gibt es nicht von Mohammad Rasulof durch.